# Alliance nationale pour les sciences de la vie et de la santé
L'Alliance nationale pour les sciences de la vie et de la santé (ou Aviesan [avisan]) était une Alliance thématique de recherche créée le 8 avril 2009 dans le cadre de la Stratégie nationale pour la recherche et l'innovation (SNRI), qui identifiait la santé, l'alimentation et les biotechnologies comme un de ses trois axes de développement prioritaires. L'Aviesan a été remplacée en 2023 par L'Agence de programmes de recherche en santé confiée à l'Inserm. 

## Missions
L'Aviesan travaillait exclusivement dans les domaines des sciences de la vie et de la santé.
L'objectif affiché de l'Aviesan était « d’accroître encore ces performances de la recherche française, en favorisant sa cohérence, sa créativité et son excellence. Cette mission appellait une coordination scientifique des grandes thématiques de recherche, transversales à tous les organismes, et une coordination opérationnelle des projets, des ressources et des moyens ».

## Quelques réalisations
En 2009, l'Aviesan coordonne la recherche pour trouver un vaccin contre le virus H1-N1,.
En 2011, l'Aviesan fournit un rapport et des recommandations au gouvernement à la suite de l'accident nucléaire de Fukushima.
En 2020, l'Aviesan coordonne la recherche française pour trouver un vaccin contre le coronavirus Covid-19.

## Présidents
- André Syrota (2009-2014)
- Yves Levy (2014-2018)
- Claire Giry (2018-2019)
- Gilles Bloch (depuis 2019)[6]